# Kevin Clarke
Kevin Clarke (* 14. Februar 1967 in Berlin) ist Musikwissenschaftler und Autor mit Schwerpunkt Operette. Seit 2006 ist er Direktor des Operetta Research Center Amsterdam.

## Leben
Clarke studierte an der Freien Universität Berlin und der Universität Mailand Musikwissenschaft und Literaturgeschichte. Danach arbeitete er als Kritiker und Journalist bei Der Tagesspiegel, Bunte und beim Playboy sowie seit 2003 in Amsterdam, unter anderem für Orpheus und De Groene Amsterdammer. Er produzierte für den SWR eine Reihe von Sendungen über Operettenkomponisten im Exil (Werner Richard Heymann, Robert Stolz, Emmerich Kálmán, Ralph Benatzky usw.). Er wurde an der FU Berlin mit einer Arbeit zum Thema „Im Himmel spielt auch schon die Jazzband“. Emmerich Kálmán und die transatlantische Operette 1928–32 promoviert.
Im Jahr 2005 konzipierte und organisierte er die Tagung Operette unterm Hakenkreuz für die Staatsoperette Dresden. Seine Beiträge über die Aufführungspraxis von Operetten wurden in der Frankfurter Zeitschrift für Musikwissenschaft und bei Musik-Konzepte veröffentlicht. 2007 erschienen seine Bücher Glitter and be Gay: Die authentische Operette und ihre schwulen Verehrer sowie Im Weißen Rössl – Auf den Spuren eines Welterfolgs, ferner Aufsätze zu Wien in der Tonfilmoperette (für den Ausstellungskatalog Wenn ich sonntags in mein Kino geh’ der Deutschen Kinemathek) sowie ein Beitrag zu Operette und Nationalsozialismus für den Ausstellungskatalog Das verdächtige Saxophon der Berliner Philharmoniker, bei der Edition Text + Kritik erschien 2008 ein Aufsatz zu Erich Wolfgang Korngold und die Operette.
2006 gründete Clarke das Operetta Research Center Amsterdam, dessen Direktor er ist. Das Ziel der niederländischen Stiftung ist es, besonders das Verhältnis von Nationalsozialismus und Operette zu untersuchen sowie die Silberne Operette der 1920er Jahre aufzuarbeiten und neuerlich zur Diskussion zu stellen. Außerdem sind laut Clarke LGBT-Themen und Gender-Aspekte ein besonderer Schwerpunkt der Arbeit des Research Centers. Seit 2008 betreut er die Studenten des Masterstudiengangs Operette/Klassisches Musiktheater des Konservatoriums Tilburg als Coach und hält Vorlesungen zum Operettenrepertoire und zu Fragen der Aufführungspraxis von Operetten. Seit dem Wintersemester 2018 unterrichtet Clarke an der Hochschule Osnabrück am Institut für Musik.
Als Dramaturg und Berater ist Clarke verbunden mit Opera aan het IJ und arbeitete an der europäischen Erstaufführung der US-Operette The Beastly Bombing: A Terrible Tale of Terrorists Tamed by the Tangles of True Love im Februar 2009 mit. Ebenfalls ist er an der Wiederentdeckung der deutsch-holländischen Operette Insel der Träume (1938) des bekannten deutschen Filmkomponisten Hans-Martin Majewski und des Librettisten Joachim von Ostau beteiligt.
2009 hielt er an der Universität Amiens einen Vortrag über Die Pornografie der Operette, der in einem Tagungsband veröffentlicht wurde. 2010 referierte er im Rahmen des Colloquiums Musik im Unterhaltungskino des Dritten Reichs (Hochschule für Musik, Würzburg) zum Thema Filmoperette in der NS-Zeit sowie bei dem Symposium Zwischen den Stühlen: Remigranten im Unterhaltenden Musiktheater der Fünfziger Jahre (Universität der Künste, Berlin) zu Zwei Cowboys im Dreiviertel-Takt: Emmerich Kálmáns „Arizona Lady“ oder der Versuch einer transatlantischen Nachkriegsoperette.
Clarke wirkte an diversen CD-Veröffentlichungen von Operetten mit und hat entsprechende Booklet-Texte verfasst, unter anderem für die Walhall-Editionen von Benatzkys König mit dem Regenschirm und Axel an der Himmelstür (mit Zarah Leander), ferner für Gala Records im Fall von Der arme Jonathan (Millöcker), Zigeunerprimas und Hollandweibchen (Kálmán) sowie für Sepia Records die Ausgabe von White Horse Inn mit dem Original Broadway Cast 1936.
2010 kuratierte er die Ausstellung Glitter and be Gay: Erik Charell und die schwule Operette für das Schwule Museum* in Berlin. Für das Österreichische Theatermuseum kuratierte er im Februar 2012 zusammen mit Marie-Theres Arnbom die Ausstellung Welt der Operette, die im Oktober 2012 ins Theatermuseum München übernommen wurde und dort bis März 2013 zu sehen war. Im Dezember 2014 eröffnete die Ausstellung Porn That Way im Schwulen Museum*, die Clarke gemeinsam mit Patsy l’Amour laLove kuratierte und die eine eigene Abteilung zum Thema „Musiktheater“ enthielt, wo die Beziehung von Oper, Operette und Musical sowie Popmusik zum Porno-Genre beleuchtet wurde. 2017 widmete er sich als Kurator Siegfried Wagner: Bayreuths Erbe aus andersfarbiger Kiste und untersuchte dabei das Verhältnis von Homosexualität und Oper sowie von Homosexuellen zur NS-Zeit.
Er betreute bis 2013 die Website „Ralph Benatzky“ für die Familie des Operettenkomponisten. Von März 2011 bis Januar 2013 war Kevin Clarke Chefredakteur der Zeitschrift Männer. 2011 erschien sein Buch Porn: From Andy Warhol to X-Tube, das sich unter anderem mit den Ähnlichkeiten von Pornographie und Musiktheater beschäftigte, ein Thema, dem sich Clarke auch im Katalog zur Ausstellung Welt der Operette gewidmet hat und dem er in diversen Einzelessays nachgegangen ist (Die Geburt der Operette aus dem Geist der Pornographie). Sein Buch Beards: An Unshaved History erschien in zweisprachiger Ausgabe und enthält einen größeren Abschnitt zu Bärten in der Musikgeschichte. 2015 stellte er im New Yorker Leslie-Lohman Museum of Gay and Lesbian Art sein Buch The Art of Looking: The Life and Treasures of Collector Charles Leslie vor, das von dem Gründer des weltweit ersten Museums handelt, das schwul-lesbischer Kunst gewidmet ist.
Clarke war Teil diverser Filmprojekte, so etwa einer der Experten in Ralf Plegers The Florence Foster Jenkins Story (2016) sowie einer der Protagonisten in Rosa von Praunheims Film Operndiven – Operntunten, der 2020 bei arte erstausgestrahlt wurde.
Seit 2023 ist er als Kulturredakteur beim Berliner Stadtmagazin Siegessäule tätig und Teil des dortigen Leitungsteams.
Nachdem er 2022 unter den Titel Breaking Free einen Sammelband zur Geschichte des LGBTQ-Musicals herausgegeben hatte, folgte 2025 eine komplett überarbeitete und stark erweiterte Neuausgabe seines älteren Männerschwarm-Operettenbuchs unter dem Titel Glitter and be Gay Reloaded, das in der Musikalischen Komödie Leipzig anlässlich der Buchmesse offiziell vorgestellt wurde.
Clarke lebt in Berlin und in den Niederlanden.

## Schriften (Auswahl)
Aufsätze
- Zurück in die Zukunft. Aspekte der Aufführungspraxis des „Weißen Rössl“: In: Ulrich Tadday (Hrsg.): Im weißen Rössl. Zwischen Kunst und Kommerz (Musik-Konzepte/N.F. 133/134). Edition Text + Kritik, München 2006, ISBN 3-88377-841-9, S. 101–150.
- Gefährliches Gift. Die 'authentische' Operette – und was aus ihr nach 1933 wurde. In: Albrecht Dümling (Hrsg.): Das verdächtige Saxophon. „Entartete Musik“ im NS-Staat. Conbrio Verlag, Regensburg 2007, ISBN 978-3-940768-52-0, S. 53–69 (+ 1 CD; zugl. Katalog d. gleichnam. Ausstellung in d. Berliner Philharmonie, 3. November bis 31. Dezember 2007).
- Walzerträume. Wien als Setting in Bühnen- und Tonfilmoperetten vor und nach 1933. In: Rainer Rother u. Peter Mänz (Hrsg.): Wenn ich sonntags in mein Kino geh’. Ton – Film – Musik 1929–1933. Verlag Kettler, Bönen 2007, ISBN 978-3-939825-75-3, S. 106–123 (+ 1 CD; zugl. Katalog d. gleichnam. Ausstellung, Deutsche Kinemathek, 20. Dezember 2007 bis 27. April 2008).
- Die Pornografie der Operette. Definitionsmerkmale einer individuellen Musiktheaterform. In: Danielle Buschinger (Hrsg.): Erotisme et sexualité. Actes du Colloque international des 5, 6 et 7 mars 2009 à Amiens (Medievales; Bd. 47). Université de Picardie, Amiens 2009, ISBN 978-2-901121-61-9, S. 315–325.
- „Je suis Barbe-bleue, ô gué! Jamais veuf ne fut plus gai!“ Offenbachs Blaubart (1866) oder: Die Legende vom frauenmordenden Ritter als frivole Gesellschaftsgroteske. In: Die Tonkunst. Magazin für klassische Musik und Musikwissenschaft, Jg. 8 (2014), Nr. 3 [Thema: Blaubart], ISSN 1863-3536.
- Vera Kálmán. Die Csárdásfürstin der Operette. Geniale Musikmanagerin oder „veuve abusive“? In: Die Tonkunst. Magazin für klassische Musik und Musikwissenschaft, Jg. 8 (2014), Nr. 4 [Thema: Komponistenwitwen], ISSN 1863-3536.
- Ich reiss mir eine Wimper aus und stech' dich damit tot! Die Entnazifizierung der NS-Operette von 1945 bis 2015. In: Musiktheater im Dialog V / Leichte Muse im Wandel der Zeiten (= Symposiumsberichte zum Forschungsprojekt „Inszenierung von Macht und Unterhaltung“). Staatstheater Nürnberg 2016.
- Das „queere“ diskografische Vermächtnis: Schwul-lesbische Sängerstars der Ära Siegfried Wagner und Warmer Sammelplatz: Siegfried Wagner und das Schwulenmekka Berlin. In: Achim Bahr und Peter P. Pachl (Hrsg.): Siegfried Wagner. Bayreuths Erbe aus andersfarbiger Kiste. Are Musik Verlag Main 2017, ISBN 978-3-924522-69-8.
- Operetta As Safe Space. In: Jernej Weiss (Hrsg.), Operetta Between the Two World Wars, Studia musicologica Labacensia Nr. 5, Ljubljana: Festival Ljubljana 2021, ISBN 978-961-293-057-8.

Bücher
- zusammen mit Marie-Theres Arnbom, Thomas Trabitsch: Welt der Operette. Glamour, Stars un Showbusiness. Brandstätter, Wien 2011, ISBN 978-3-85033-581-2 (Katalog d. gleichnam. Ausstellung Theatermuseum Wien, 2. Februar bis 24. September 2012).
- „Im Himmel spielt auch schon die Jazzband“. Emmerich Kálmán und die transatlantische Operette 1928–32. von Bockel Verlag, Hamburg 2007, ISBN 978-3-932696-70-1 (zugl. Dissertation, FU Berlin 2004).
- Im Weißen Rössl. Auf den Spuren eines Welterfolg. Rössl Hotel Verlag, St. Wolfgang 2007, ISBN 978-3-200-01030-7 (+ 1 CD).
- „Holland“ in musicals en operettes. AO-Reeks; Bd. 2814. Actuele Onderwerpen, Lelystad 2004.
- Beards. An Unshaved History. Bruno Gmünder Verlag, Berlin 2015, ISBN 978-3-95985-001-8.
- The Art of Looking. The Life and Treasures of Collector Charles Leslie. Gmünder-Verlag, Berlin 2015, ISBN 978-3-86787-763-3.
- Breaking Free: Die wunderbare Welt des LGBTQ-Musicals. Querverlag, Berlin 2022, ISBN 978-3-89656-322-4.

Herausgaben
- Glitter and be Gay. Die authentische Operette und ihre schwulen Verehrer. Männerschwarm Verlag, Hamburg 2007, ISBN 978-3-939542-13-1.
- Die Tagebücher des Dr. Ralph Benatzky. Zwischen Berlin und Hollywood; eine Zeitreise in die 20er Jahre. Duo-phon Records, Berlin 2006, ISBN 978-3-937127-11-8. (1 CD; Hörbuch)
- Glitter and be Gay Reloaded. Die authentische Operette und ihre schwulen Verehrer. Männerschwarm Verlag/Salzgeber, Berlin 2025, ISBN 978-3-86300-381-4.